# بورتین (ناحیه پلهریموف)
بورتین (به چکی: Bořetín) یک منطقهٔ مسکونی در جمهوری چک است که در ناحیه پلهریموو واقع شده‌است. بورتین ۴٫۸ کیلومتر مربع مساحت و ۱۰۷ نفر جمعیت دارد و ۵۷۶ متر بالاتر از سطح دریا واقع شده‌است.